# Paralinhomoeus trichurus
Paralinhomoeus trichurus is een rondwormensoort uit de familie van de Linhomoeidae. De wetenschappelijke naam van de soort is voor het eerst geldig gepubliceerd in 1933 door Allgén.